# Zentrum Innere Führung
Das Zentrum Innere Führung (ZInFü) ist eine militärische Dienststelle der Bundeswehr zur Schulung von zivilem und militärischem Personal und Forschung in Fragen, welche die Innere Führung betreffen.

## Aufgaben
Das Zentrum versteht sich als Ausbildungseinrichtung für Unternehmenskultur, Führungsphilosophie und das soldatische Berufsbild. Es dient im Auftrag des Generalinspekteurs der Bundeswehr (GenInspBw) der Fortentwicklung der Führungskonzeption der Bundeswehr, Inneren Führung, und vertritt diese auch nach außen. In Koblenz werden militärische und zivile Führungskräfte aus der Wirtschaft einsatzorientiert in den Bereichen Menschenführung, Politische Bildung, Recht und soldatische Ordnung ausgebildet. Darüber hinaus fungiert das Zentrum als Zentrale Ausbildungseinrichtung für die Rechtspflege der Bundeswehr (ZAR). Nicht zuletzt beschäftigt es sich mit der inneren und sozialen Lage der Streitkräfte und mit sicherheitspolitischen Fragestellungen.

## Organisation
Das Zentrum ist seit 1. August 2017 direkt dem Bundesministerium der Verteidigung (BMVg) unterstellt. Truppendienstlich untersteht das Zentrum Innere Führung dem Generalinspekteur der Bundeswehr, fachlich der Abteilung Einsatzbereitschaft und Unterstützung Streitkräfte im BMVg.
Zur Führung des Zentrums gehört der Kommandeur, dessen Dienstposten als Generalmajor dotiert ist, der Beauftragte des Generalinspekteurs für Erziehung und Ausbildung und stellvertretende Kommandeur (Brigadegeneral) und der Chef des Stabes (Oberst).
Das Zentrum gliedert sich in fünf Abteilungen und zwei selbständige Bereiche:
- Abteilung Führung
  - Sachgebiet Personal
  - Sachgebiet Militärische Sicherheit
  - Bereich Planung/Ausbildung/IAMS
  - Bereich Logistik
  - Bereich Informationstechnik
  - Bibliothek und Fachinformationsstelle
  - Fachmedienzentrum
- Abteilung Weiterentwicklung Innere Führung
  - Bereich Konzeption und Weiterentwicklung Innere Führung
  - Bereich Operative Gestaltung Innere Führung
    - Dezernat HELP (Hilfe bei Einsatzschädigung durch Lotsinnen und Lotsen sowie Prävention von Suchterkrankungen)
    - Dezernat Menschenführung und Politische Bildung
    - Dezernat VIER (Vielfalt, Interkulturalität, Ethik und Religion)
- Bereich Innere und Soziale Lage Bundeswehr (ISoLaBw)
- Abteilung Training, Coaching und Beratung
  - Bereich Aus- und Fortbildung
    - Dezernat Training Menschenführung/Politische Bildung
    - Dezernat Training Mobil
    - Dezernat Politische Bildung (Campus Strausberg)

  - Bereich Coaching
    - Dezernat Spitzenpersonalcoaching
    - Dezernat Führungskräftecoaching Moderation und Orientierung
    - Dezernat Diagnose/Evaluation/Ausbildung (Außenstelle Hamburg)
- Abteilung Innere Führung Im Dialog
  - Dezernat Presse/Öffentlichkeitsarbeit
  - Bereich InFü 360 Grad/Grundlagen
    - Dezernat Redaktion "if"
    - Dezernat InFü Online
- Abteilung Recht
  - Zentrale Ausbildungseinrichtung für die Rechtspflege (ZAR)
  - Bereich Recht und Soldatische Ordnung (RSO)

Dem Zentrum untersteht seit Juli 2014 das Zentrum für Militärgeschichte und Sozialwissenschaften der Bundeswehr (ZMSBw) in Potsdam. Diesem ist das Militärhistorische Museum der Bundeswehr (MHM) in Dresden unterstellt, welches als Außenstelle das Militärhistorische Museum Flugplatz Berlin-Gatow unterhält.

## Geschichte
Das Zentrum wurde 1956 als Schule der Bundeswehr für Innere Führung (InFüSBw) in Köln aufgestellt und 1957 nach Koblenz verlegt. Entscheidenden Anteil an der pädagogischen Konzeption hatte der Baudissin-Mitarbeiter Günter Will. Gerhard Möbus war der erste wissenschaftliche Direktor. 1981 wurde die Schule in Zentrum Innere Führung umbenannt. An der Außenstelle Strausberg sind seit 1994 die Lehrbereiche Politische Bildung und Internationale Kooperation angesiedelt.
2023 gab das Zentrum die Neuausgabe des 1957 erstmalig erschienenen Handbuchs Innere Führung heraus.

## Kommandeure
| Name                                        | Beginn Amtszeit | Ende Amtszeit |
| ------------------------------------------- | --------------- | ------------- |
| Brigadegeneral Artur Weber                  | 1956            | 1960          |
| Brigadegeneral Ulrich de Maizière           | 1960            | 1962          |
| Brigadegeneral Claus Hinkelbein             | 1962            | 1966          |
| Flottillenadmiral Herwig Collmann           | 1966            | 1969          |
| Brigadegeneral Günter-Matthias Schönnenbeck | 1969            | 1972          |
| Brigadegeneral Martin Seifert               | 1972            | 1978          |
| Brigadegeneral Werner Lange                 | 1978            | 1980          |
| Brigadegeneral Dieter Clauß                 | 1980            | 1983          |
| Brigadegeneral Adalbert von der Recke       | 1983            | 1987          |
| Flottillenadmiral Ulrich Hundt              | 1987            | 1994          |
| Brigadegeneral Hans-Christian Beck          | 1994            | 1999          |
| Brigadegeneral Stephan Kretschmer           | 1999            | 2004          |
| Brigadegeneral Robert Bergmann              | 2004            | 2006          |
| Brigadegeneral Alois Bach                   | 2006            | 2013          |
| Generalmajor Jürgen Weigt                   | 2013            | 2016          |
| Generalmajor Reinhardt Zudrop               | 2016            | 2020          |
| Generalmajor André Bodemann                 | 2020            | 2022          |
| Generalmajor Markus Kurczyk                 | 2022            | 2023          |
| Generalmajor Ansgar Meyer                   | 2024            |               |

## Freundeskreis
Seit 2006 existiert ein „Freundeskreis des Zentrums Innere Führung“. Er wurde durch den ehemaligen Kommandeur Flottillenadmiral a. D. Ulrich Hundt sowie 42 weitere Personen gegründet. Zu den Mitgliedern des Freundeskreises gehören u. a. der ehemalige Generalinspekteur der Bundeswehr General a. D. Wolfgang Schneiderhan, der ehemalige Vorstandsvorsitzende der Bundesagentur für Arbeit Oberst d. R. Frank-Jürgen Weise und die ehemalige Wehrbeauftragte des Deutschen Bundestages Claire Marienfeld. Hundt folgten die ehemaligen Kommandeure Brigadegeneral a. D. Hans-Christian Beck und 2013 Brigadegeneral a. D. Alois Bach.
Gemeinsam mit dem Zentrum Innere Führung und der Karl-Theodor-Molinari-Stiftung organisiert er ein regelmäßiges Kolloquium.

## Auszeichnungen
- 1992: Fahnenband des Landes Rheinland-Pfalz
- 2006: Wolf-Graf-von-Baudissin-Medaille